# Pafnutij Czebyszew
Pafnutij Lwowicz Czebyszew (Czebyszow), ros. Пафнутий Львович Чебышёв (ur. 4 maja?/16 maja 1821 w Okatowie w guberni kałuskiej, zm. 26 listopada?/8 grudnia 1894 w Sankt Petersburgu) – rosyjski matematyk. Działał w dziedzinie teorii liczb, teorii prawdopodobieństwa, w analizie matematycznej oraz w zastosowaniach matematyki.

## Życiorys
Pochodził z zamożnej szlachty rosyjskiej. Matka Agrafiena Iwanowna Pozniakowa, ojciec Lew Pawłowicz Czebyszow, oficer armii rosyjskiej, weteran wojen napoleońskich.
Pafnutij był jednym z dziewięciorga dzieci. Początkowe nauki pobierał w domu. W tym czasie biegle opanował francuski, co potem w naturalny sposób zachęciło go do odwiedzin Francji, gdzie zawarł znajomość z matematykami.
W roku 1832 rodzina przeniosła się do Moskwy; tu Czebyszow kontynuował naukę w domu, ale jego nauczycielem był już matematyk i popularyzator tej nauki w Rosji, P.N. Pogorielski. W roku 1837 Czebyszow rozpoczął studia matematyczne na Uniwersytecie Moskiewskim. W 1841 ukończył pierwszy etap studiów pisząc pracę dyplomową pod kierunkiem Nikołaja Braszmana, specjalisty od zastosowań matematyki.
Po ukończeniu studiów wyjechał do Francji. Tu też publikował swoje pierwsze prace – i wiele następnych. W 1846 roku uzyskał magisterium i w tymże roku opublikował swoją pierwszą pracę z teorii prawdopodobieństwa. Jego rozprawa doktorska powstała w zarysie już w roku 1843; obronił ją na uniwersytecie w Sankt Petersburgu w roku 1849, w wieku 28 lat. Dwa lata wcześniej podjął pracę w tej uczelni. Jego zainteresowania skierowały się wówczas ku teorii liczb; opublikował z tej dziedziny kilka znakomitych rozpraw, tej dyscypliny dotyczyła też jego rozprawa doktorska, która przyniosła mu prestiżową nagrodę Akademii Nauk.
W roku 1850 Czebyszow uzyskał stanowisko profesora nadzwyczajnego. W dwa lata potem odbył podróż do Francji, Niemiec i Anglii. W trakcie tej podróży nawiązał kontakty osobiste z plejadą matematyków europejskich – a więc i światowych – owych czasów. Od tej pory wyruszał w długie podróże na Zachód co roku; jeśli któregoś roku tego zaniechał, udawał się na wypoczynek do Tallinna. Stopniowo jego zainteresowania naukowe koncentrowały się na teorii prawdopodobieństwa; w tej dziedzinie zdobył światową sławę. Jego uogólnione prawo wielkich liczb należy do kanonu matematyki.
Przeszedł na emeryturę w roku 1882. W ciągu niezwykle płodnego naukowo życia otrzymał mnóstwo najzaszczytniejszych nagród. Był członkiem licznych Akademii Nauk i kawalerem najwyższych orderów, w tym francuskiej Legii Honorowej. Nigdy się nie ożenił i żył samotnie w wielkim dziesięciopokojowym domu. Był bardzo bogaty.